# Kelani Jordan
Lea Mitchell (née le 22 octobre 1998 à Boynton Beach (Floride) est une ancienne gymnaste et une catcheuse (lutteuse professionnelle) américaine. Elle travaille actuellement à la World Wrestling Entertainment, dans la division NXT, sous le nom de Kelani Jordan.

## Carrière de catcheuse

### World Wrestling Entertainment (2022-...)

#### Débuts àNXTet championne Nord-Américaine inaugurale (2022-...)
Le 10 août 2022, elle signe officiellement à la World Wrestling Entertainment et effectue une période d'essai au WWE Performance Center.
Le 28 octobre lors d'un House show de NXT, elle fait ses débuts, dispute son premier match, mais ne remporte pas la Battle Royal, gagnée par Thea Hail, et ne devient pas aspirante no 1 au titre féminin de NXT. 
Le 6 juin 2023 à NXT, elle fait ses débuts dans un show télévisé, dispute son premier match, mais ne remporte pas la même stipulation, gagnée par la même catcheuse avec le même enjeu.
Le 30 septembre lors du pré-show à NXT No Mercy, elle perd face à Blair Davenport.
Le 6 avril 2024 à NXT Stand & Deliver, Thea Hail, Fallon Henley et elle battent Izzi Dame, Kiana James et Jacy Jayne dans un 6-Women Tag Team match. Le 9 juin à NXT Battleground, elle devient la première championne Nord-Américaine de l'histoire en battant Sol Ruca, Lash Legend, Fallon Henley, Jaida Parker et Michin dans un Ladder match.
Le 7 juillet à NXT Heatwave, elle conserve son titre en rebattant Sol Ruca. Le 1er septembre à NXT No Mercy, elle conserve son titre en battant Wendy Choo.
Le 27 octobre à NXT: Halloween Havoc, elle ne conserve pas sa ceinture, battue par Fallon Henley dans un Gauntlet match qui inclut également Jazmyn Nyx et Jacy Jayne, ce qui met fin à un règne de 140 jours.

## Palmarès
- World Wrestling Entertainment
  - 1 fois championne Nord-Américaine de NXT

## Récompenses des magazines
- Pro Wrestling Illustrated

| Année | 2024 |
| ----- | ---- |
| Rang  | 29   |

## Vie privée
Elle est actuellement en couple avec le catcheur de SmackDown, Carmelo Hayes.